# La Draga

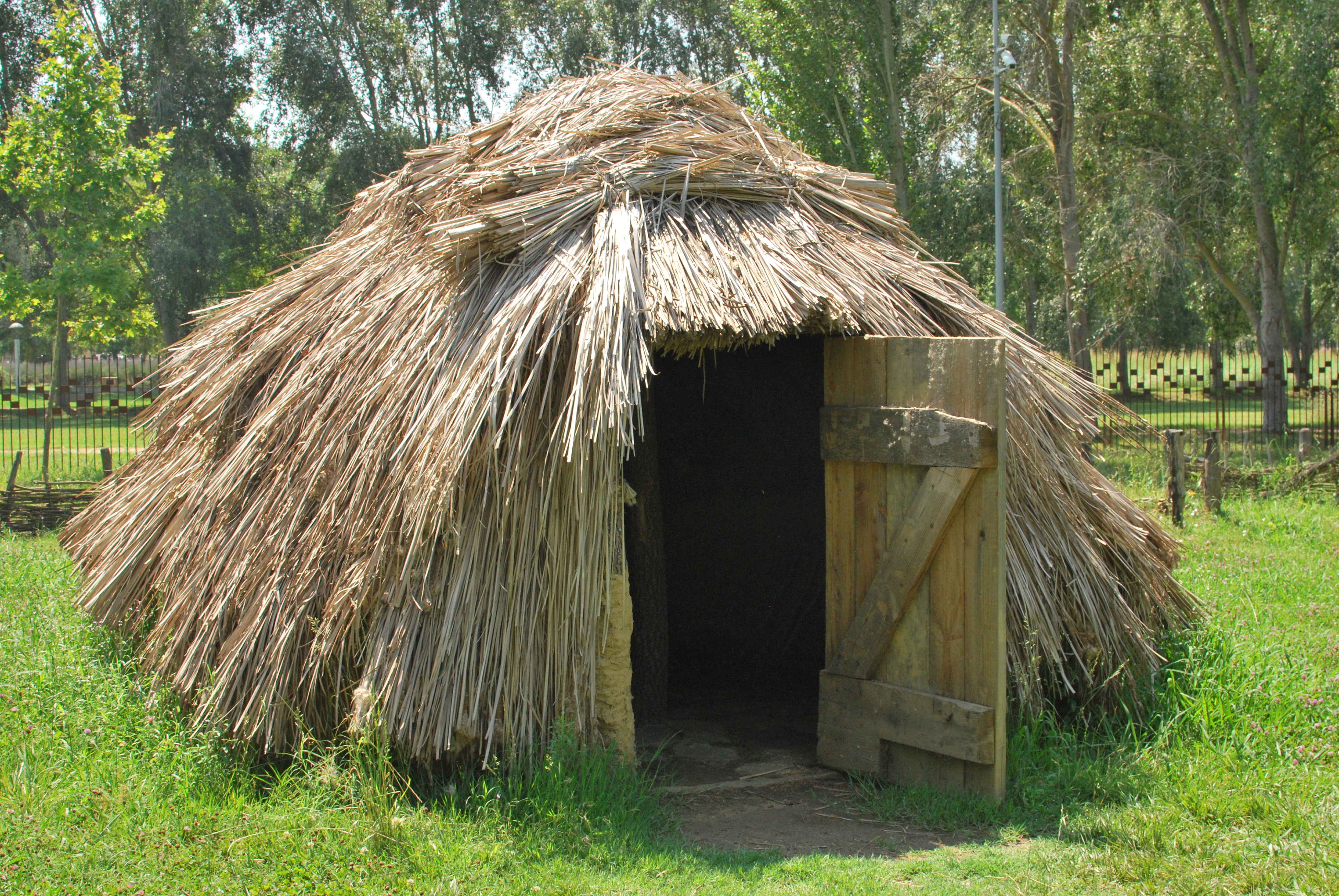
Rekonstruierte Hütte von La Draga

La Draga (Banyoles, Pla de l’Estany) ist eine Feuchtbodensiedlung der späten Cardial-Kultur oder des frühen Epi-Cardial in Katalonien. Sie wurde 1990 bei der Anlage eines Parks am Estany de Banyoles entdeckt. Da sie 1 Meter unter dem heutigen Seespiegel lag, zeichnet sie sich durch eine gute Erhaltung organischer Reste aus. Sie wurde nach Rettungsmaßnahmen 1990 in den Jahren 1991–92 teilweise ausgegraben. Insgesamt wurden 284 m² ergraben. Die Kulturschichten sind 20–30 cm dick und von einer Torfschicht bedeckt. Heute liegt an der Stelle ein Museumsdorf.